# جورج أويويلو
جورج أويويلو (بالإنجليزية: George Oywello) (17 يناير 1939 – 1965) هو ملاكم أوغندي راحل، مثّل بلاده في الألعاب الأولمبية الصيفية في دورتي 1960 و1964.

## روابط خارجية
جورج أويويلو على موقع أوليمبيديا (الإنجليزية)